# Нападение на Нальчик (2005)
Нападение на Нальчик (2005) — вооружённое выступление боевиков 13—14 октября 2005 года в городе Нальчике под общим командованием Шамиля Басаева, выразилось главным образом в нападении на силовые структуры (отделения милиции, ФСБ, воинскую часть и др.), по замыслу боевиков должно было послужить взятию города под свой контроль с последующим его удержанием на протяжении некоторого времени.
В операции по спасению взятых в заложники людей и по ликвидации боевиков участвовали спецподразделения ФСИН «Акула» (УФСИН по Краснодарскому краю), «Вулкан» (УФСИН по Кабардино-Балкарии) и «Барс» (УФСИН по Волгоградской области).

## Хроника
Предшествовавшие события
В ночь с 12 на 13 октября правоохранительные органы у Белой Речки в пригороде Нальчика, провели спецоперацию против группы из десяти боевиков, было обнаружено около полутонны взрывчатки.

### 13 октября
8:20 — 9:00 утра: Мобильные группы боевиков по 5-6 человек, общей численностью около 200 человек, вооружённые различным стрелковым оружием, в том числе РПГ-7 и РПД на автомобилях въезжают в Нальчик с двух направлений. Происходят первые перестрелки между сотрудниками милиции и боевиками на окраинах города.
9:14 утра Начинается одновременный штурм восьми ранее отмеченных боевиками целей: аэропорта, военкомата, базирующегося в Нальчике погранотряда, здания УФСБ, ФСИН, полка ППС, здания ОМОНа и Центра «Т» МВД. Кроме того, боевики напали на охотничий магазин «Арсенал» в центре города и магазин «Сувениры». Нападению также подверглись три городских ОВД.
9:15 утра Группа боевиков начинает штурм здания УФСБ по КБР в центре Нальчика. Наиболее ожесточённые бои развернулись именно там. В бою с боевиками погиб помощник дежурного коменданта УФСБ Александр Красиков.
10:00 утра Отбиты атаки боевиков на территорию аэропорта, бойцам погранотряда также удалось отбить атаку боевиков. У первого ОВД в районе Горной милиционерам удалось оттеснить боевиков. Возле второго ОВД, расположенного в центре города, перестрелка ещё продолжается, но уже не столь интенсивно. Боевики одновременно нанесли удары по зданиям ОВД № 1, ОВД № 2, ОВД № 3. Городской транспорт в Нальчике прекратил работу, мобильная связь работала с перебоями. Ожесточённая перестрелка у здания УФСБ продолжается, часть боевиков заняла оборону в находящемся в 40 метрах от здания УФСБ магазине «Сувениры», вторая всё ещё пытается проникнуть в здание УФСБ, применяя гранаты, РПГ и самодельные взрывные устройства.
10:20 — 10:30 утра: Несколько террористов гибнет у здания УФСБ в результате неосторожного обращения со взрывчаткой, когда они попытались подорвать дверь в здание. Несколько боевиков убиты и ранены в разных частях города в результате снайперского огня. Федеральные силы завершили эвакуацию мирного населения с прилегающих к местам боёв территорий, и окончательно окружили город.
13:20 — 13:45 : Большая часть группы, атаковавшей здание УФСБ, уничтожена, здания республиканских УФСБ и МВД серьёзно пострадали, в одном из них начался пожар, двое выживших боевиков присоединились к террористам, занявшим оборону в магазине «Сувениры». Однако с крыш близлежащих домов по сотрудникам милиции и других силовых структур все ещё ведётся снайперский огонь. В разных частях города арестованы первые сдавшиеся боевики. Большинство из них принадлежит к джамаату «Ярмук».
16:00 — 17:00 Снайперский огонь боевиков у здания УФСБ в центре Нальчика подавлен. Уничтожены боевики, атаковавшие третий ОВД г. Нальчика. Последний выживший, но раненый боевик из группы, атакующей УФСБ, до этого прятавшийся на автомобильной стоянке напротив здания УФСБ, перебирается к двум оставшимся в живых из удерживающих оборону в магазине «Сувениры». В то же время они захватывают шестерых заложников.
Семеро боевиков, проникших внутрь здания третьего ОВД г. Нальчика ещё в начале штурма, переходят к обороне. После короткого перерыва перестрелка у здания вспыхивает с новой силой.
18:05 Трое боевиков из магазина «Сувениры» освобождают часть заложников в обмен на еду и воду.
22:55 Силовики установили контакт с группами боевиков, заблокированными в трёх зданиях в Нальчике. По словам заместителя министра внутренних дел РФ Андрея Новикова, восемь блокированы в двух кабинетах здания 3-го отдела внутренних дел, трое — в магазине «Сувениры» на проспекте Ленина, напротив здания республиканского УФСБ. Ещё 12 продолжают удерживать оборону в здании республиканского управления ФСИН. Первые две группы удерживают заложников. Ведутся переговоры об их добровольной сдаче. Перестрелки во всех частях города, в том числе на захваченных объектах стихли.
Благодаря тому, что в Нальчик был переброшен 135-й мотострелковый полк, удалось отбить нападение боевиков на аэропорт города.
Все авиарейсы в Нальчик и из Нальчика были отменены, а уже находившихся в аэропорту пассажиров одного из чартерных рейсов взяли под охрану сотрудники силовых структур, было приостановлено железнодорожное движение через Нальчик.

### 14 октября
8:30 — 8:55 утра Шестеро из восьми боевиков, блокированных в здании 3-го ОВД г. Нальчика, вместе с заложниками попытались прорваться из окружения. Они угнали припаркованную рядом со зданием «Газель», однако в ходе 10-минутной перестрелки все террористы были уничтожены, заложники освобождены. В последующие 15 минут уничтожены два оставшихся в здании ОВД боевика. В то же время силовики освободили захваченный магазин «Сувениры». В ходе штурма все три террориста уничтожены, освобождены два заложника.
9:30 утра: В 15 километрах от Нальчика, в городе Чегем, произошло столкновение между сотрудниками правоохранительных органов и группой боевиков из числа напавших днём ранее на город, которые пытались прорваться в горы. Пятерых боевиков удалось уничтожить, один захвачен.
12:00 — 14:00 Подавлен третий очаг сопротивления боевиков. Спецназ ФСИН провёл операцию по уничтожению боевиков, засевших в здании республиканского управления ФСИН в Нальчике. В ходе операции были уничтожены 12 боевиков.

## Боевики
По данным правоохранительных органов, в нападении на объекты в Нальчике участвовали около 200 боевиков (треть из них были жителями Нальчика, значительная часть — жителями КБР), вооружённых лёгким стрелковым оружием, самодельными взрывными устройствами, гранатомётами, которые передвигались на легковых автомобилях мобильными группами по 5 человек. Оружие они получили в ночь перед нападением. Ответственность за акцию взяла на себя группировка «Кавказский фронт», базирующаяся в Чечне. Руководство нападавшими осуществляли лидер ваххабитского подполья Кабардино-Балкарии Анзор Астемиров и Ильяс Горчханов.
Уничтожено 93 боевика, свыше 70 человек были задержаны по подозрению в причастности к нападению.

### Цели нападения
Первой основной версией правоохранительных органов по поводу происходящего в день нападения явилась связь атаки боевиков на город с проведённой в ночь с 12 на 13 октября у Белой Речки под Нальчиком спецоперацией против группы из десяти боевиков. Как заявил тогда замминистра внутренних дел Александр Чекалин: «Они пытались отвлечь внимание от этой группы, чтобы дать ей уйти».
По данным правоохранительных органов, нападение на Нальчик было реакцией боевиков на начавшуюся накануне операцию по уничтожению группировки исламских радикалов в районе дачного посёлка «Белая Речка» на окраине столицы Кабардино-Балкарии, и имело целью отвлечь силы от этой группы и дать ей возможность уйти. Согласно документам, изъятым на базе боевиков, находившейся у посёлка Белая Речка, акция была спланирована заранее, был определён состав 16 групп нападающих, в каждую из которых входило от 8 до 15 человек. Всего в нападении должны были участвовать около 240 человек, но из-за превентивного нападения на базу операция пошла не по плану.
Известно, что 11 октября в лесу у Кенже произошла встреча лидеров нападавших с Ш. Басаевым.
Нападению боевиков на Нальчик предшествовало задержание одного из приближённых лидера кабардино-балкарских боевиков Анзора Астемирова, у которого при обыске изъяли флэш-карту с фотографиями городских отделов милиции, других силовых структур, а также схему аэропорта. Стало понятно, что боевики готовят серьёзную акцию. 9 октября на территории завода железобетонных изделий был обнаружен тайник с 500 килограммами взрывчатки. Шамиль Басаев в своём заявлении после операции оправдывал большие потери боевиков тем, что за пять дней до операции произошла серьёзная утечка информации и в Нальчик были стянуты дополнительные силы, он отмечал, что операция готовилась давно и поэтому боевики от неё отказываться не стали.
По данным замначальника УБОП МВД Кабардино-Балкарии Альберта Сижажева («Известия», 15.11.2005), боевики планировали не только захватить столицу республики, но и удерживать её в течение двух месяцев, после чего укрыться в лесах для продолжения войны партизанскими методами. Сижажев также сообщил, что первоначально нападение на Нальчик было запланировано на 4 ноября — по окончании Рамадана. Однако правоохранительные органы задержали некоторых участников акции, и боевики, опасаясь утечки информации, решили выступить раньше.

## Жертвы
Погибло 14 мирных жителей и 35 сотрудников милиции и силовых структур. Ранено более 240 человек, из них 129 сотрудников правоохранительных органов.

## Расследование
К 11 ноября 2005 года были опознаны тела 80 из 90 погибших, которые предположительно являлись боевиками. По другим данным большую часть погибших составили гражданские лица. Боевики оценили свои потери в 37 человек. Шамиль Басаев на сайте «Кавказ-центр» оценил потери боевиков в Нальчике в 41 убитого и заявил, что федеральные силы лишились 140 человек убитыми. Официальные структуры говорили о 35 убитых со своей стороны и 95 уничтоженных террористах. В ходе расследования обстоятельств нападения были арестованы 38 подозреваемых, изъято более 160 единиц оружия, в том числе — из числа похищенных при нападении на Госнаркоконтроль. Ещё один подозреваемый в совершении нападения на Нальчик умер в тюрьме от рака в феврале 2008 года.
15 декабря 2005 года заместитель генпрокурора РФ Николай Шепель заявил, что предъявлены обвинения более чем 40 лицам, подозреваемым в участии в нападении на город. В процессе расследования было арестовано около 60 человек.
В настоящее время к уголовной ответственности привлечено 59 лиц, которым предъявлено обвинение в организации преступного сообщества, захвате заложников, вооружённом мятеже, совершении террористического акта, посягательствах на жизнь сотрудников правоохранительных органов, убийствах и других тяжких и особо тяжких преступлениях (ст. 210, ст. 206, ст. 279, ст. 205, ст. 206, ст. 317, ст. 105, ст. 226, ст. 166, ст. 162, ст. 222, ст. 223 УК РФ). Ранее по этому же делу в отношении 13 обвиняемых уголовное преследование было прекращено по амнистии, в отношении ещё 95 лиц — в связи с их смертью. 14 обвиняемых объявлены в международный федеральный[прояснить] розыск.
В августе 2007 года управление Генпрокуратуры по Южному федеральному округу установило, что участвовавшие в вооружённом нападении с 13 по 14 октября 2005 года вооружённые преступные группы (банды), были созданы под руководством А. Масхадова, Ш. Басаева, И. Горчханова, А. Астемирова, а также иностранных граждан Хаттаба, Абу аль-Валида, Абу Дзейта, ставившие своей целью насильственное изменение конституционного строя России, нарушение её территориальной целостности и образование на территории Северо-Кавказского региона исламского государства. После вручения копий обвинительного заключения всем обвиняемым, в сентябре 2007 года уголовное дело направлено в Верховный суд Кабардино-Балкарской Республики для рассмотрения по существу. Четверо из создателей (А. Масхадов, Хаттаб, Абу аль-Валид аль-Гамиди и Абу-Дзейт) на момент совершения нападения 13 октября 2005 года были мертвы.
Судебное разбирательство по делу длилось 7 лет. 23 декабря 2014 года Верховный суд Кабардино-Балкарии приговорил к пожизненному заключению Анзора Машукова, Мурата Бапинаева, Аслана Кучменова, Расула Кудаева и Эдуарда Миронова. 49 подсудимым суд назначил разные сроки заключения в колонии строгого режима. Трое обвиняемых были освобождены из зала суда в связи с отбытием наказания.